# Mătăsari
Mătăsari is een Roemeense gemeente in het district Gorj.
Mătăsari telt 5241 inwoners.